# Beach City (Texas)
Beach City ist eine Stadt im Chambers County im US-Bundesstaat Texas in den Vereinigten Staaten von Amerika. Das U.S. Census Bureau hat bei der Volkszählung 2020 eine Einwohnerzahl von 3221 ermittelt.

## Geographie
Die Stadt liegt etwa 20 Kilometer nördlich des von Osten nach Westen verlaufenden Interstate 10 an der Trinity Bay im Südosten von Texas, ist etwa 50 Kilometer vom Golf von Mexiko entfernt und hat eine Gesamtfläche von 11,5 km². Der Ort ist etwa 55 Kilometer von dem im Westen liegenden Houston entfernt und etwa 14 Kilometer südöstlich von Baytown.

## Demografische Daten
Nach der Volkszählung im Jahr 2000 lebten hier 1.645 Menschen in 623 Haushalten und 490 Familien. Die Bevölkerungsdichte betrug 143,0 Einwohner pro km². Ethnisch betrachtet setzt sich die Bevölkerung zusammen aus 95,62 % weißer Bevölkerung, 1,58 % Afroamerikanern, 0,12 % amerikanischen Ureinwohnern, 0,06 % Asiaten, 0,00 % Bewohnern aus dem pazifischen Inselraum und 1,76 % aus anderen ethnischen Gruppen. Etwa 0,85 % stammen von zwei oder mehr Rassen ab und 4,74 % der Bevölkerung sind Spanier oder Latein-Amerikaner.
Von den 623 Haushalten hatten 35,6 % Kinder unter 18 Jahre, die im Haushalt lebten. 70,5 % davon waren verheiratete, zusammenlebende Paare. 6,1 % waren allein erziehende Mütter und 21,2 % waren keine Familien. 16,2 % aller Haushalte waren Singlehaushalte und in 6,1 % lebten Menschen, die 65 Jahre oder älter waren. Die Durchschnittshaushaltsgröße betrug 2,64 und die durchschnittliche Größe einer Familie 2,97 Personen.
25,8 % der Bevölkerung waren unter 18 Jahre alt, 7,0 % von 18 bis 24, 28,0 % von 25 bis 44, 29,8 % von 45 bis 64, und 9,4 % die 65 Jahre oder älter waren. Das Durchschnittsalter war 40 Jahre. Auf 100 weibliche Personen aller Altersgruppen kamen 103,8 männliche Personen. Auf 100 Frauen im Alter von 18 Jahren und darüber kamen 102,5 Männer.
Das jährliche Durchschnittseinkommen eines Haushalts betrug 70.104 USD, das Durchschnittseinkommen einer Familie 75.439 USD. Männer hatten ein Durchschnittseinkommen von 55.268 USD gegenüber den Frauen mit 33.750 USD. Das Prokopfeinkommen betrug 28.421 USD. 4,0 % der Bevölkerung und 2,8 % der Familien lebten unterhalb der Armutsgrenze. Davon waren 3,8 % Kinder und Jugendliche unter 18 Jahren und 0,8 % waren 65 oder älter.